# Order Nachimowa (Federacja Rosyjska)
Order Nachimowa (ros. Орден Нахимова) – jednoklasowe odznaczenie państwowe Federacji Rosyjskiej ustanowione 2 marca 1992. Imieniem patrona marszałka Kutuzowa i kolorami wstążki nawiązuje bezpośrednio do I klasy sowieckiego orderu o tej samej nazwie. Przeznaczony jest głównie do odznaczania oficerów rosyjskiej marynarki wojennej, za różne zasługi bojowe w dowodzeniu.